# Ельцов, Игорь Николаевич
Игорь Николаевич Ельцов (род. 29 октября 1959 в г. Болотное Новосибирской области) — советский и российский ученый. Доктор технических наук, профессор, заместитель директора Института вычислительной математики и математической геофизики СО РАН. Специалист в области геофизики, геофизических исследований в скважинах, физики нефтяного пласта.

## Биография
Родился 29 октября 1959 года в городе Болотное Новосибирской области. Работает в МГУ
С 1967 по 1977 гг. учился в школе № 2 г. Болотное.
В 1977 году поступил на геолого-геофизический факультет Новосибирского государственного университета.
В 1982 году получил диплом специалиста по геофизическим методам поисков и разведки месторождений полезных ископаемых.

## Научная карьера

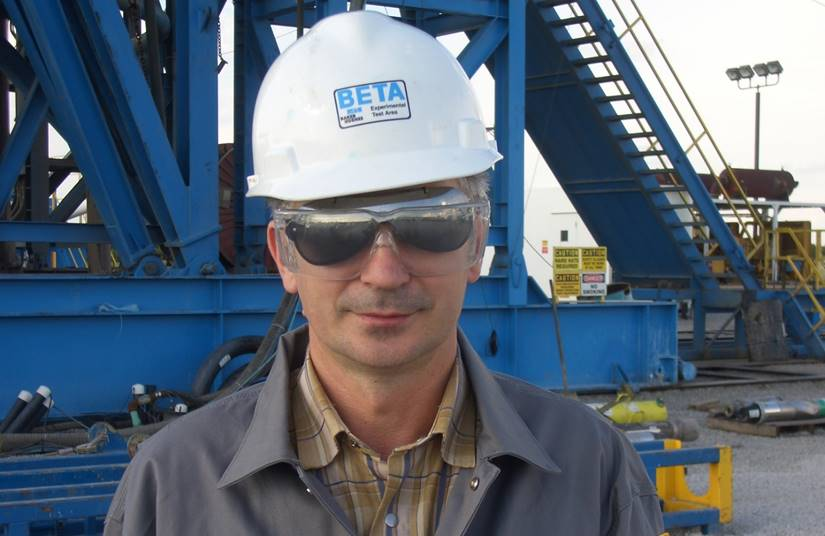
И.Н. Ельцов на буровой в Оклахоме, США (2007)

В Институте геологии и геофизики СО АН СССР (сейчас — ИНГГ СО РАН) прошел путь от инженера до директора:
- 1982—1986 — инженер;
- 1986—1990 — младший научный сотрудник;
- 1990—1993 — научный сотрудник;

После реорганизации в 1993 году в Институте геофизики СО РАН:
- 1993—1996 — старший научный сотрудник;
- 1996—2004 — ученый секретарь;
- 2004—2006 — заместитель директора по научной работе.

После реорганизации в 2006 году в Институте нефтегазовой геологии и геофизики им. А. А. Трофимука СО РАН:
- 2006—2017 — заместитель директора по научной работе;
- с 2010 по 2017 — заведующий лабораторией электромагнитных полей;
- с 2017 по 2022 — директор;
- с 2022 — главный научный сотрудник лаборатории электромагнитных полей (по совместительству).

С 2022 года — заместитель директора по научной работе Института вычислительной математики и математической геофизики СО РАН.
Также с 2005 по 2015 гг. работал по контракту как совместитель в Новосибирском технологическом центре (NTC) Baker Hughes.

## Научные результаты

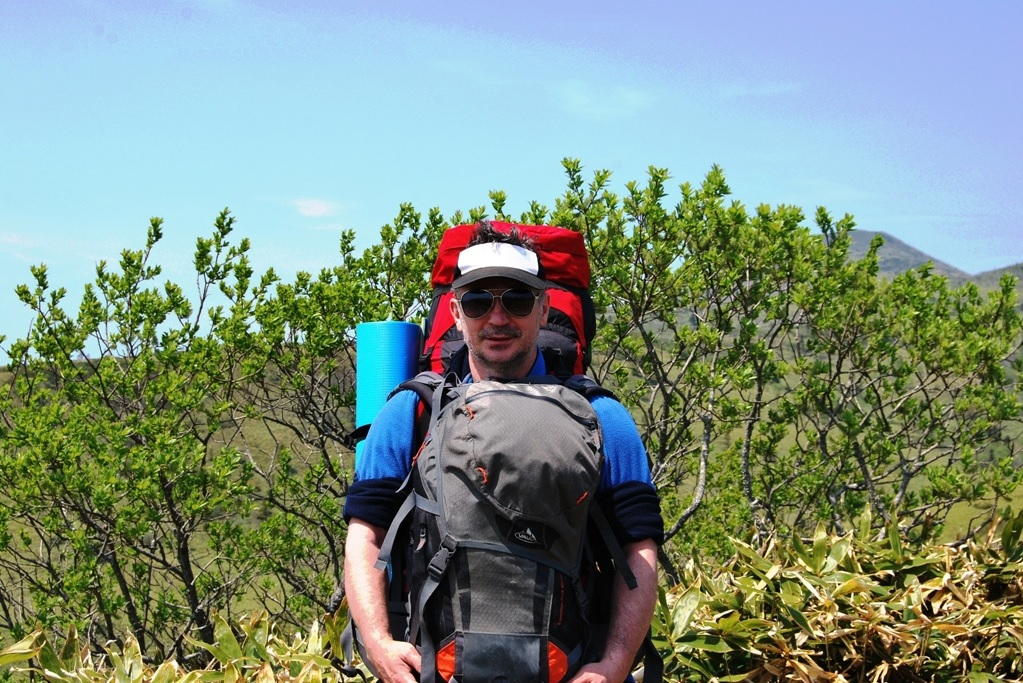
И. Н. Ельцов на Южных Курилах (2011)

И. Н. Ельцов занимается теоретико-методическими разработками, проектирует и создаёт программные системы для обработки и интегрированного анализа комплекса измерений в задачах наземной и скважинной геоэлектрики, физики нефтяного пласта, организует и выполняет лабораторные, натурные эксперименты и полевые исследования.
Первые работы были связаны с глубинными электромагнитными зондированиями и электромагнитным мониторингом на Байкальском и других сейсмологических полигонах СССР.
В начале научной карьеры, начиная с 1982 года, разрабатывал средства автоматизации обработки и интерпретации электромагнитных зондирований на первых в России полевых вычислительных комплексах (созданы в ВЦ СО АН СССР). Разработки И. Н. Ельцова были внедрены в ПГО «Иркутскгеофизика» и использовались в задачах электромагнитного мониторинга и для изучения геоэлектрических свойств разреза Байкальской рифтовой зоны в глубинной модификации (глубинные зондирования становлением электромагнитного поля). Программные средства автоматизировали работу комплекса аппаратных разработок ИВТАН, ВЦ и ИГиГ, обеспечивших прорывные для того времени глубинные электромагнитные зондирования в Байкальской рифтовой зоне. Впервые полный цикл обработки, интерпретации и визуализации результатов нестационарной геоэлектрики и электрометрии на постоянном токе был реализован в полевых условиях. Разработки систематизированы в библиотеке прикладных программ «Байкал».
Позднее, начиная с 1987 года, разрабатывал программные комплексы для решения прямых и обратных задач наземной и скважинной геоэлектрики.
Вместе с соавторами разработал и широко внедрил в производство автоматизированную систему интерпретации электромагнитных зондирований ЭРА, реализованную для первых моделей персональных компьютеров. ЭРА — первый в стране и мире программный комплекс, в котором выполнялась автоматизированная обработка данных электроразведки, получаемых практически всеми, известными на тот момент, модификациями электромагнитных методов геоэлектрики. Универсальность достигалась модульной структурой и специальными внутренними средствами расширения и настройки.
Аналогичная компьютерная система разработана для комплекса электрометрических исследований в скважинах. Программные системы МФС ВИКИЗ, EMD_Pro, EMFCore широко внедрены в производство, последняя программная система (EMFCore) реализована в составе программного комплекса Tehlog — мирового лидера в области геофизического сервиса — компании Schlumberger.
Разработанные программные комплексы, учебные издания используются в авторских курсах в НГУ, НГТУ и в курсах других профессоров в университетах России.
В рамках междисциплинарного подхода в последние 5 лет развивает геолого-геофизические исследования на базе полярной научно-исследовательской станции «Остров Самойловский».
Предложил и реализовал программу полевых работ набором методов, включающих электрометрию на постоянном и переменном токе, геотермию и магнитометрию для изучения основных объектов криолитозоны (полигональных структур, таликов и бугров пучения). В результате получены новые сведения о строении криолитозоны на островах Самойловский, Курунгнах и др.
Совместно с коллегами разработал методику применения малоглубинного комплекса геофизических исследований для изучения многолетнемёрзлых пород и обосновал достоверность геоэлектрических моделей с применением программного обеспечения для численного трёхмерного моделирования задач электротомографии.
Основные достижения и научные труды посвящены совместному анализу геофизических, гидродинамических и геомеханических процессов, имеющих место в нефтяном пласте при бурении, геофизических и других работах на нефтяных скважинах.
Выполнил цикл теоретико-методических исследований, по результатам которых разработал модель эволюции прискважинной зоны вскрываемого бурением пласта. При этом — в отличие от традиционных методик — зона проникновения фильтрата рассматривается не как мешающий объект, а как источник важной информации о фильтрационно-емкостных характеристиках пласта. Геоэлектрические модели строятся с учётом фактора времени, гидродинамической и геомеханической обстановки в окрестности скважины.
Исследовал роль основных факторов, определяющих эволюцию и характеристики зоны проникновения (глинистой корки, капиллярных сил и др.). По результатам совместной геофизической и гидродинамической интерпретации геофизических и геолого-технологических измерений по ряду залежей Западной Сибири, впервые рекомендовал комплекс исследований для оптимизации технологии вскрытия залежей и перфорации продуктивных интервалов. Показал, что электрогидродинамическая модель даёт возможность определять фильтрационно-ёмкостные свойства по данным многократных скважинных измерений без использования петрофизических зависимостей, определяемых на керне, в том числе, количественно оценивать проницаемость по данным кавернометрии.
Проведены эксперименты на Когалымском месторождении в ХМАО и на полигоне BETA Baker Hughes (США), подтвердившие разработанную теорию и эффективность программного обеспечения.

## Некоторые научные труды

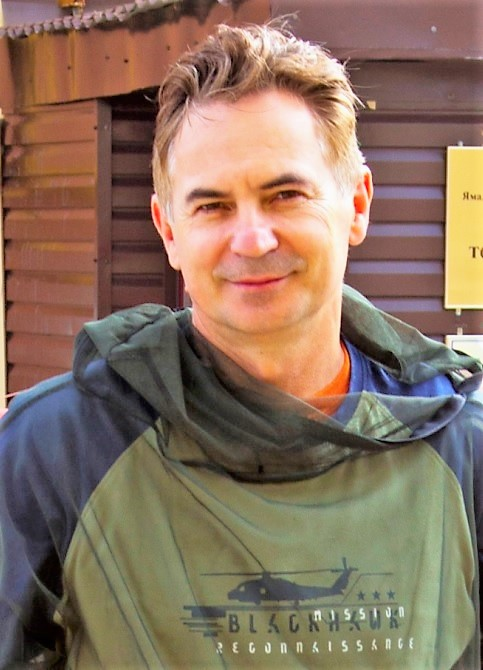
И. Н. Ельцов во время полевых работ на Ямале (2013)

Игорь Николаевич Ельцов — автор и соавтор 326 научных работ (47 — Scopus, 286 — РИНЦ), из них 3 учебных издания, 13 монографий, 11 авторских свидетельств и 2 патента РФ и 1 патент США. Полный список публикаций представлен на официальном сайте ИНГГ СО РАН.
Среди последних работ:
- Invasion zone modeling using water- and oil-based muds / I. N. El’tsov, G. V. Nesterova, A. A. Kashevarov // Journal of Applied Mechanics and Technical Physics. — 2012. — Vol. 53, № 4. — P. 552—558.
- Streaming Potential in a Deformed Porous Medium and Geophysical Applications / I. N. El’tsov, V. V. Shelukhin, M. I. Epov // Doklady Earth Science. — 2014. Vol. 454, Part 2. — P. 189—192.
- Geomechamic and fluid flow effects on electric well logs: multiphysics modeling / I. N. Yeltsov, L. A. Nazarova, L. A. Nazarov, G. V. Nesterova, A. Yu. Sobolev, M. I. Epov // Russian Geolody and Geophysics. — 2014. — Vol. 55, Issues 5-6. — P. 775—783.
- Streaming Potential near a Hydrofracture / I. N. Eltsov, N. P. Moshkin, V. V. Shelukhin, M. I. Epov // Doklady Earth Sciences. — 2016. — Vol. 467, Part 1. — P. 289—292. — DOI: 10.1134/S1028334X16030107.
- Электротомография в Российской Арктике по данным полевых исследований и трехмерного численного моделирования / И.Н. Ельцов , В. В. Оленченко, А. Н. Фаге // Деловой журнал Neftegaz.RU. – 2017. – № 2. – С. 54-64.
- Электромагнитный мониторинг техногенной деградации многолетнемерзлых пород на территории полярной станции "НИС о. Самойловский" / А. Н. Фаге, Д. И. Фадеев, И. Н. Ельцов // Горный информационно-аналитический бюллетень (научно-технический журнал). – 2017. – № 2. – С. 357-368.
- Доразведка неглубоких угольных месторождений с использованием метода электротомографии и трехмерного численного моделирования / А.Н. Фаге, Н.М. Яркова, И.Н. Ельцов // Геология и минерально-сырьевые ресурсы Сибири. – 2017. – № 1 (29). – С. 111-123.
- Геоэлектрические, гидродинамические и геомеханические характеристики юрского нефтяного коллектора по данным скважинной геоэлектрики и численного моделирования / Д. М. Павлова ,  К. В. Сухорукова, Г. В. Нестерова , И. Н. Ельцов // Каротажник. – 2018. – № 4 (286). – С. 36-46.
- Численно-аналитическая модель коэффициента обратного рассеяния электромагнитных волн озерным льдом в С-диапазоне частот [Электронный ресурс] / К. В. Музалевский, И. Н. Ельцов, А. Н. Фаге, Л. В. Цибизов, Д. Е. Аюнов // Журнал радиоэлектроники. – 2019. – № 12.
- Контроль за обводнением газовых скважин по удельной электрической проводимости жидкой фазы водогазового потока / В. С. Пермяков, А. К. Манштейн, И. Н. Ельцов, Н. В. Юркевич // Геология, геофизика и разработка нефтяных и газовых месторождений. – 2020. – № 5 (341). – С. 52-57.
- Экспериментальное исследование глинистой корки в условиях циркуляции бурового раствора / Д. М. Евменова, Н. А. Голиков, Н. В. Юркевич, И. Н. Ельцов // Каротажник. – 2021. – Т. 3. – № 309. – С. 100-108.
- Техногенное воздействие на окружающую среду в российской Арктике на примере Норильского промышленного района / Ник. В. Юркевич, И. Н. Ельцов, В. Н. Гуреев, Н. А. Мазов, Нат. В. Юркевич, А. В. Еделев // Известия Томского политехнического университета. Инжиниринг георесурсов. – 2021. – Т. 332. – № 12. – С. 230-249.

Авторские свидетельства и патентные документы:
- Свидетельство о регистрации программы для ЭВМ 2012619496. "GEHM" / Л. А. Назаров, Л. А. Назарова, Г. В. Нестерова, И. Н. Ельцов. – опубл. 19.10.2012.
- Свидетельство о регистрации программы ЭВМ 2015616520 RU. Программная библиотека процедур интерпретации данных гальванического и индукционного каротажа "Emfcore" / В. А. Бердов, А. А. Власов, И. Н. Ельцов, М. Н. Никитенко, А. Ю. Соболев, М. И. Эпов. – Заявка № 2014663916 ; заявлено 29.12.2014 ; опубл. 11.06.2015.
- Свидетельство о регистрации программы ЭВМ 2015616581 RU. Программная библиотека процедур интерпретации данных гальванического и индукционного каротажа "Emfcore v2" / С. С. Баранова, В. А. Бердов, А. А. Власов, И. Н. Ельцов, М. Н. Никитенко, К. С. Сердюк, А. Ю. Соболев, Д. В. Тейтельбаум, М. Ш. Урамаев, М. И. Эпов. – Заявка № 2014663914 ; заявлено 29.12.2014 ; опубл. 15.06.2015.
- Свидетельство о регистрации программы ЭВМ 2015616521. "EMF Pro v2" / М.А. Байкова, А.А. Власов, И.Н. Ельцов, М.Н. Никитенко, А.Ю. Соболев, М.И. Эпов, А.Н. Фаге. – Заявка № 2014663915 ; заявл. 29.12.2014 ; опубл. 11.06.2015.
- Свидетельство о государственной регистрации базы данных 2015620912. PetroMechBD. / И. Н. Ельцов, Н. А. Голиков, В. А. Киндюк, Л. А. Назаров, Л. А. Назарова, Г. В. Нестерова. – Заявка № 2014621947 ; заявлено 29.12.2014 ; опубл. 11.06.2015.
- Свидетельство о государственной регистрации базы данных № 2018620241. ATLAS_GEHM / И. Н. Ельцов, Л. А. Назаров, Л. А.  Назарова, Г. В. Нестерова, А. Ю. Соболев ; правообладатель ИНГГ СО РАН. – Заявка № 2017621566 ; заявл. 26.12.2017, опубл. 09.02.2018.
- Patent US 9932809 B2. Method and Apparatus for Hydraulic Fracture Geometry Evaluation / Y. A. Dashevsky, A. N. Vasilevskiy, G. V. Dyatlov, I. N. Eltsov, A. I. Makarov. – Request № 14/200084 ; Filed on 07 Mar 2014; Published on 3 Apr 2018.
- Свидетельство о государственной регистрации программы для ЭВМ № 2018614716. "EMS v2" / М. И. Эпов, И. Н. Ельцов, Е. Ю. Антонов, А. А. Власов, Е. В. Балков, А. Н. Фаге ; правообладатель ИНГГ СО РАН. – Заявка № 2018610657 ; заявл. 25.01.2018, опубл. 17.04.2018.
- Свидетельство о государственной регистрации программы для ЭВМ № 2018613634 RU. GEHM2D / Л. А. Назаров, Л. А. Назарова, И. Н. Ельцов, Г. В. Нестерова ; правообладатель ИНГГ СО РАН. – Заявка № 2017663592; заявл. 26.12.2017, опубл. 21.03.2018.
- Патент на изобретение № 2710652. Способ диагностики попутных вод газовых скважин по данным химического анализа / Д. В. Манзырев, И. Н. Ельцов, С. Н. Меньшиков, Ю. А. Архипов, А. Н. Харитонов, В. С. Пермяков, С. Б. Бортникова, В. В. Оленченко ; Патентообладатель ООО «Газпром добыча Надым» (RU). – Заявка № 2018113380 ; заявл. 12.04.2018, опубл. 30.12.2019.
- Патент на изобретение № 2711024. Способ диагностики попутных вод газоконденсатных скважин по данным их анализа электрохимическими методами / Д. В. Манзырев, И. Н. Ельцов, С. Н. Меньшиков, Ю. А. Архипов, А. Н. Харитонов, А. В. Еделев, В. С. Пермяков; Патентообладатель ООО «Газпром добыча Надым» (RU). – Заявка № 2018113381 ; заявл. 12.04.2018, опубл. 14.01.2020.
- Свидетельство о государственной регистрации базы данных № 2021621410. "ATLAS MPhMR" / Г. В. Нестерова, И. Н. Ельцов, Л. А. Назарова, Л. А. Назаров, А. Ю. Соболев, И. В. Суродина, Н. М. Черняк ; правообладатель ИНГГ СО РАН. – Заявка № 2021621283; дата поступления 22 июня 2021 г., дата государственной регистрации в Реестре баз данных 29 июня 2021 г.
- Свидетельство о государственной регистрации программы для ЭВМ № 2022617588. "RayVIK_3D" / А. Ю. Соболев, И. Н. Ельцов ; правообладатель ИНГГ СО РАН. – Заявка № 2022616719 ; заявл. 18.04.2022, опубл. 22.04.2022.
- Свидетельство о государственной регистрации программы для ЭВМ № 2022617885. "visualize_it" / А. Ю. Соболев, И. Н. Ельцов ; правообладатель ИНГГ СО РАН. – Заявка № 2022616778 ; заявл. 18.04.2022, опубл. 26.04.2022.

## Научно-педагогическая деятельность

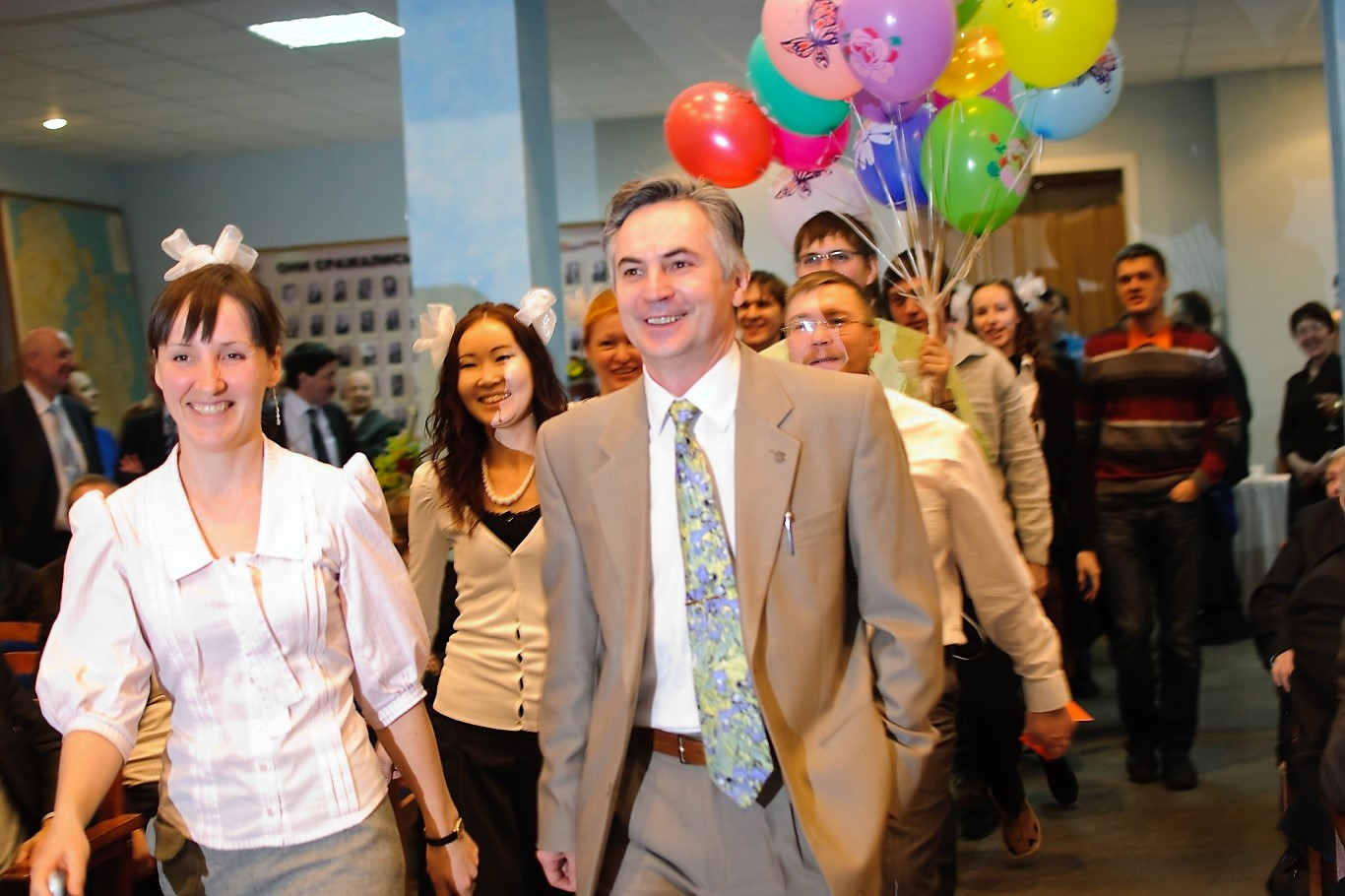
И.Н. Ельцов в составе научной школы академика М.И. Эпова (2010)

Игорь Николаевич Ельцов — заведующий кафедрой геофизических систем в Новосибирском государственном техническом университете (НГТУ НЭТИ), профессор Новосибирского государственного университета 
Под его руководством успешно защитились около 40 бакалавров, специалистов и магистров, а также 7 кандидатов наук.
Имеет опыт работы в качестве зарубежного научного консультанта докторантов из Республики Казахстан при проведении научно-исследовательской стажировки по теме диссертационного исследования.

## Экспертная деятельность
Игорь Николаевич Ельцов выполняет экспертную работу для РАН, РФФИ, Федерального реестра экспертов научно-технической сферы, РНФ, «Газпрома». Также работает в составе диссертационного совета при ИНГГ СО РАН, диссертационного совета по техническим наукам и диссертационного совета по наукам о Земле в НГУ.

## Ученые степени и звания
- 1990 — кандидат технических наук;
- 2003 — доцент;
- 2005 — доктор технических наук;
- 2017 — профессор.

## Награды и звания
- Заслуженный ветеран Сибирского отделения РАН (2003);
- Почетная грамота РАН за большой вклад в развитие академической науки и производительных сил Сибири, достигнутые успехи в научной и производственной деятельности (2007);
- Медаль им. Ярослава Мудрого (2009);
- Почётная грамота РАН за плодотворную научно-организационную деятельность, подготовку высококвалифицированных научных кадров (2019).

## Семья
Отец — Николай Александрович Ельцов (1933—2019), мать — Августа Александровна Ельцова (1935).
Жена — Марина Викторовна Ельцова (1966).
Дети: Наталья (1984), Тимофей (1986), Мария (1995).